# D-구역

d-오비탈(d-block)은 바닥 상태에서 가장 높은 에너지의 전자가 d-궤도에 있는 주기율표 족의 원소들로 이루어진 오비탈이다.

## 같이 보기
- 구역 (주기율표)
- 전자 배열